# Freedmen

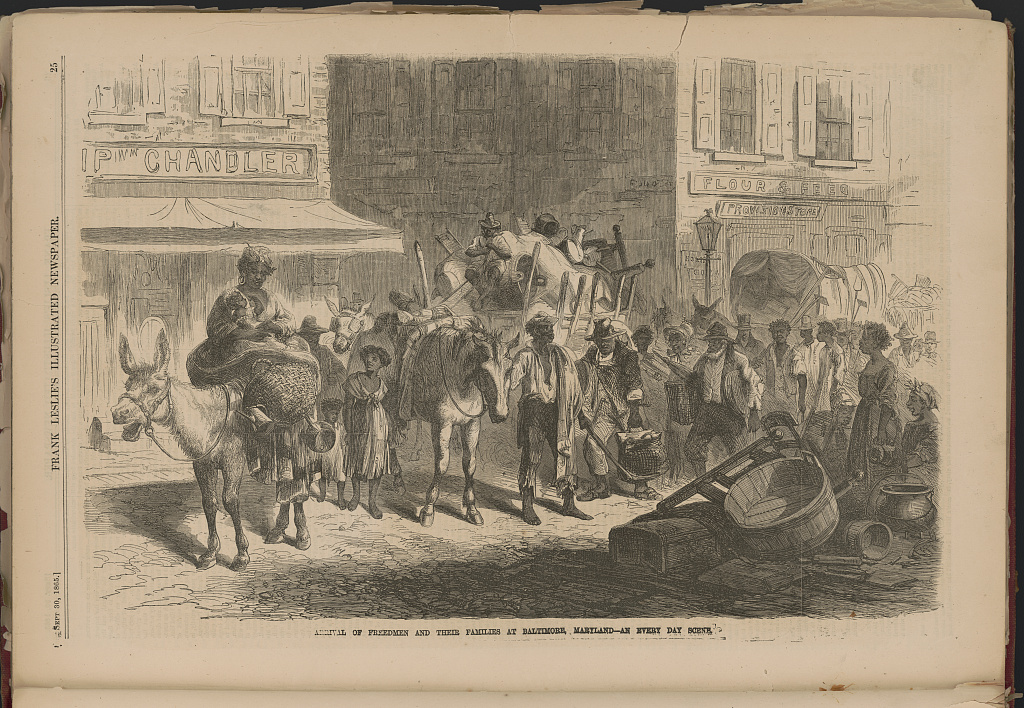
Ankunft von freedmen und ihren Familien in Baltimore, Zeitungsillustration 1865

Freigelassene, freedmen und freedwomen in der männlichen und weiblichen Form, beziehen sich in den Vereinigten Staaten auf Sklaven, die während und nach dem Amerikanischen Bürgerkrieg durch die Emancipation Proclamation von 1863 und das 13. Amendment emanzipiert, also freigelassen wurden. In früheren Zeiten Freigelassene, etwa durch individuelle Manumission, wurden allgemein „Free Negroes“ oder „freie Schwarze“ genannt. Daneben gab es schon frei geborene Afroamerikaner.
In der englischen Sprache sind freedmen auch antike Freigelassene (lat. liberti).

## Freedmen vor dem Sezessionskrieg
Die große Mehrzahl freier people of color, die vom US Census im Upper South in den zwanzig Jahren nach dem Unabhängigkeitskrieg erfasst wurden, waren Nachkommen von Verbindungen weißer Frauen und schwarzen Männern im kolonialen Virginia. Es galt der Grundsatz partus sequitur ventrem (lateinisch: Die Leibesfrucht folgt dem Leib). In den Kolonien und späteren Staaten mit Sklaverei erhielten die Kinder demnach den Status der Mutter, Kinder einer weißen Mutter waren frei geboren. Freie Familien von Farbigen zogen oft an die Westgrenze von Virginia und anderen Upper South Kolonien, dann weiter nach Kentucky, in das nachmalige West Virginia und nach Tennessee.
In den ehemals französischen Gebieten wie Louisiana wurden freie Farbige als gens de couleur libres eingestuft. Manche weißen Sklavenhalter befreiten ihre Kinder und Sexualpartner, sodass eine wachsende Gruppe von Kreolen oder „freien Farbigen“ entstand. New Orleans hatte bereits vor dem Kauf Louisianas 1803 die meisten freien people of color. Auch in französischen Kolonien wie Saint-Domingue (später Haiti) und Guadeloupe lebten freie Schwarze. Während der Revolution von Haiti 1791 flohen davon viele freie people of color vor den aufständischen schwarzen Sklaven, sie gingen in die spanische Kolonie Cuba und von dort nach New Orleans 1808 und 1809, nachdem Napoleon Bonaparte das spanische Territorium in Europa besetzt hatte. Einige brachten noch eigene Sklaven mit. Andere Flüchtlinge gingen nach Charleston, Savannah und New York. Einige gens de couleur libres wurden bekannt: der Dichter Armand Lanusse (1810–1864), der Bildhauer Eugène Warburg (1825–1859), ein Sohn des deutsch-jüdischen Emigranten und Grundstücksmaklers Daniel Samuel Warburg (1789–1860, aus der Hamburger Familie Warburg) und seines schwarzen Dienstmädchens Marie-Rose Blandeau aus Cuba, die er fünf Jahre nach der Geburt mit dem Kind frei ließ.

## Emanzipation
Die Emancipation Proclamation von 1863 erklärte alle versklavten Personen in der Konföderation noch während des Sezessionskrieges dauerhaft für frei. Das beendete die Sklaverei nicht in den Grenzstaaten, die in der Union geblieben waren. In den anderen Staaten beendete die Ratifikation des 13. Amendments der US-Verfassung 1865 die Sklaverei. The Civil Rights Act of 1866 verlieh allen das volle Bürgerrecht, vorerst noch ohne das Wahlrecht. Dies wurde nach langem Streit in bei den folgenden Amendments 14 und 15 den Männern gewährt. Um den Befreiten auf dem Arbeitsmarkt zu helfen, die oft de facto wie in den alten Sklavenordnungen weiter arbeiten mussten, schuf Präsident Abraham Lincoln in den ehemaligen Konföderationsstaaten das Freedmen's Bureau. Das Bureau gründete auch Schulen und half bei Arbeitsverträgen. Kirchen aus den Nordstaaten, wie die American Missionary Association, schickten Lehrer in den Süden zur Hilfe und gründeten einige Colleges zur höheren Bildung, aus denen die Historically black colleges and universities hervorgingen. Besatzungssoldaten mussten häufig die Freigelassenen gegen Bedrohungen und Anfeindungen beschützen. Viele verließen die alten Plantagenorte und gründeten neue Siedlungen, eine Freedmen’s town, die meist in Texas lagen.

## Einzelbelege
1. ↑  Partus sequitur ventrem - Definition & Erklärung | Rechtslexikon. Abgerufen am 9. Dezember 2022.
2. ↑  Free Africanamericans. 2021, abgerufen am 9. Dezember 2022 (englisch).
3. ↑  Free People of Color in Louisiana. LSU Libraries, abgerufen am 10. Dezember 2022.
4. ↑  Bertram Wallace Korn: The Early Jews of New Orleans. American Jewish Historical Society, 1969 (google.de [abgerufen am 10. Dezember 2022]).